# Gola

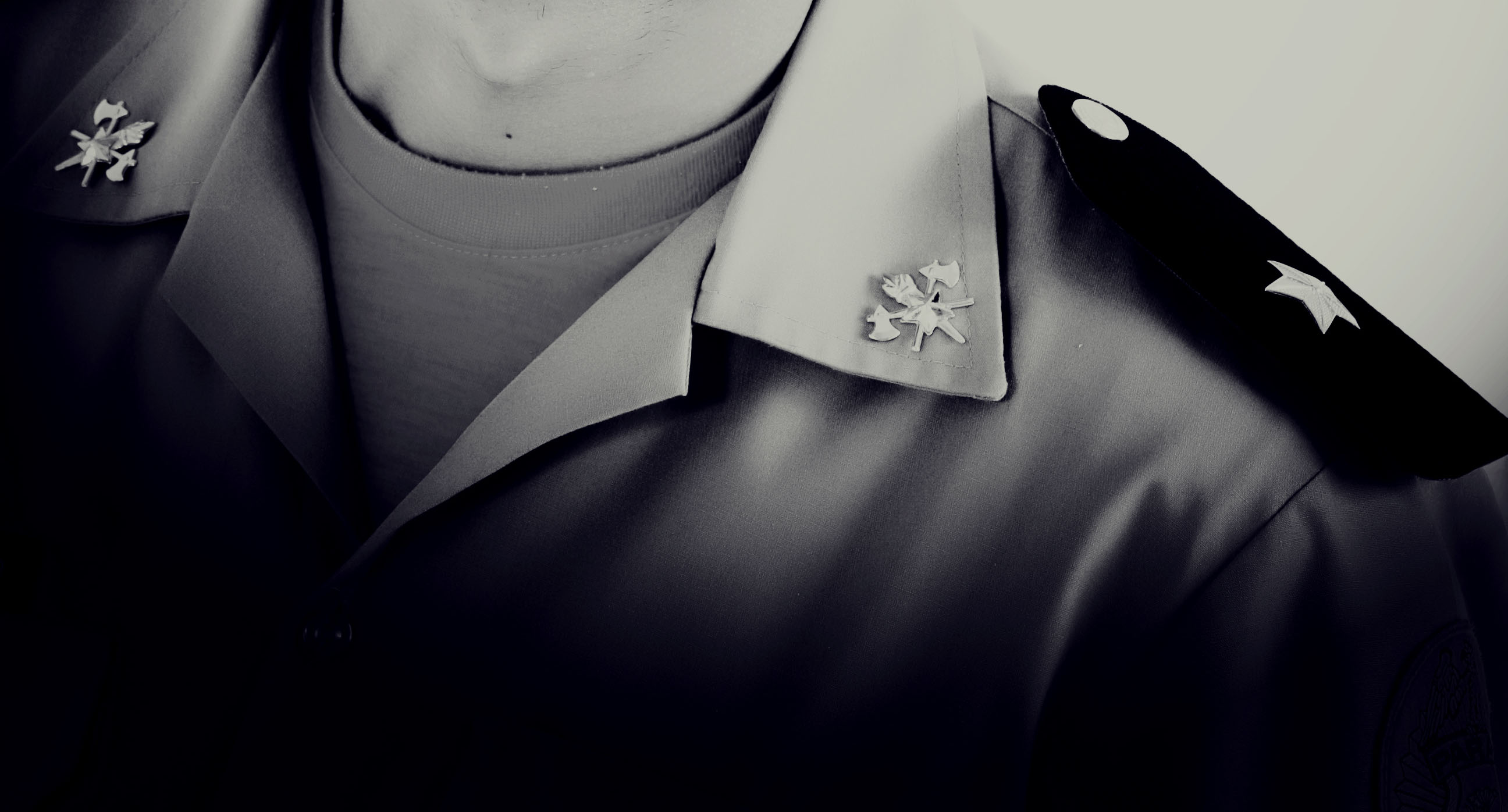
Gola de uniforme militar.

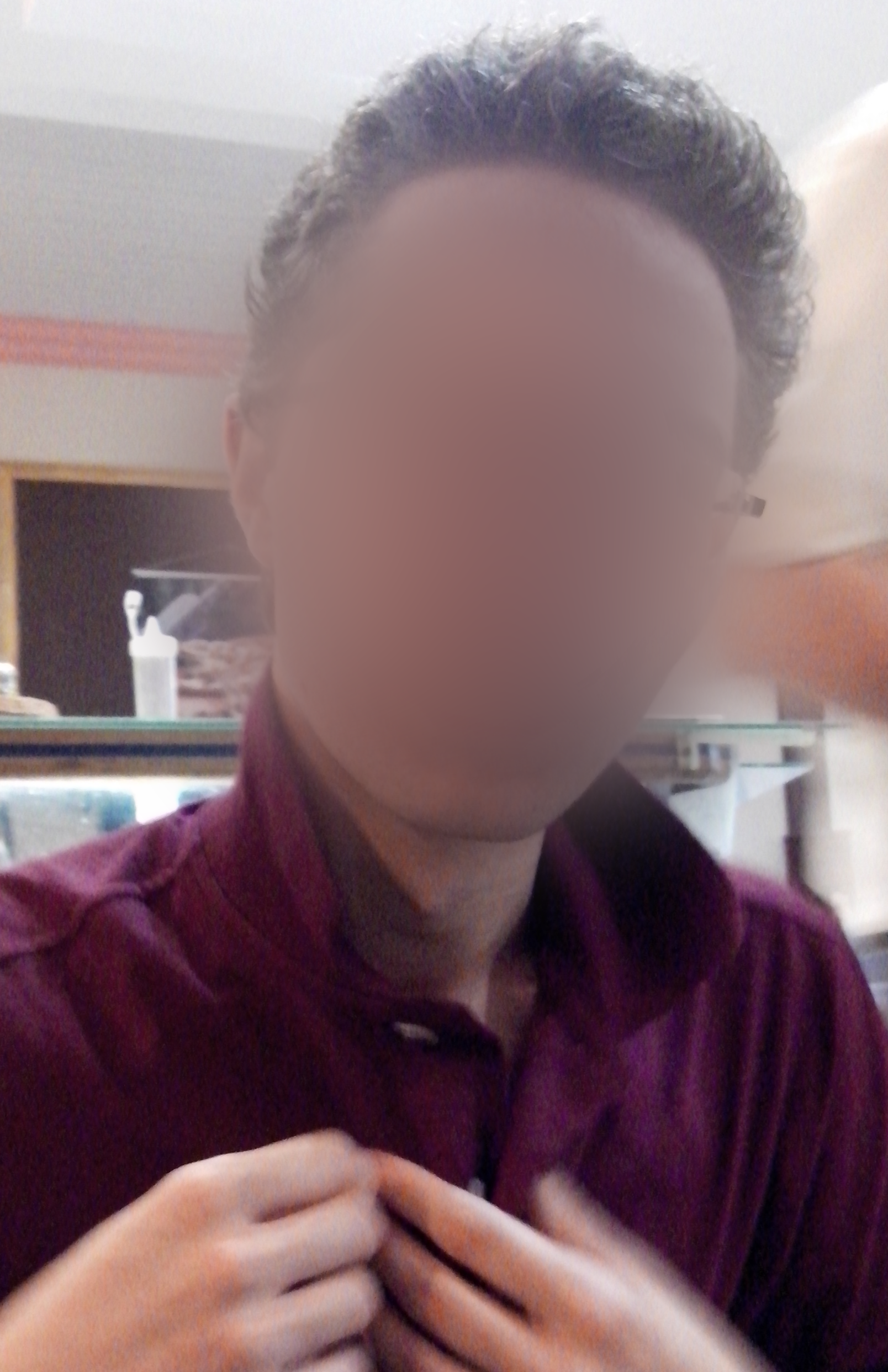
Gola de camiseta polo aberta

Gola é uma parte do vestuário superior, tanto masculina quanto feminina, que fica em contato com o pescoço como proteção ou apenas moldura de acabamento.